# 三上瑛士
三上 瑛士（みかみ えいじ、12月3日 - ）は、日本の男性声優。広島県出身。ヴィムス所属。

## 来歴
日本ナレーション演技研究所出身。
『キングダムハーツシリーズ』のソラに憧れ声優を志す。

## 人物
方言は広島弁。
特技にバスケットボールのフリースローを挙げている。

## 出演
太字はメインキャラクター。

### テレビアニメ
2022年
- トモダチゲーム（生徒）
- 異世界迷宮でハーレムを（探索者）
- 恋愛フロップス（男子生徒）

2023年
- ホリミヤ -piece-（男子生徒D）

2024年
- ブルーロック VS. U-20 JAPAN（氷織羊）

2025年
- 想星のアクエリオン Myth of Emotions（奥山）
- パズドラ（回収者）
- 小市民シリーズ（一畑）
- 戦隊大失格（男子生徒）

### 劇場アニメ
- 劇場版すとぷり はじまりの物語〜Strawberry School Festival!!!〜（2024年、客B）

### ゲーム
- SCARLET NEXUS（2021年、雷神）
- 六本木サディスティックナイト（2022年）

### 朗読劇
- 星の王子さま（2025年、ぼく〈飛行士〉[12]）

### その他コンテンツ
- AT-Xウチの夏フェス2023 フレッシュ夏フェス隊[2]
- フラガリアメモリーズ（2023年 - 、クラークステラ[13]）